# ال سینور (یوتا)
ال سینور (به انگلیسی: Elsinore) شهری در ایالت یوتا کشور ایالات متحده آمریکا است که جمعیت آن در سرشماری سال ۲۰۱۰ میلادی، ۸۴۷ نفر بوده‌است.